# Nuevo extremismo francés
La nueva extrema francesa (o el nuevo extremismo francés) es un término acuñado por el crítico de la revista Artforum, James Quandt, para referirse a una colección de películas de carácter transgresor producidas por directores franceses a comienzos del siglo XXI. Jonathan Romney, de The Independent, también habla sobre ellos. Quandt describe este estilo de la siguiente manera:

Tanto Bava como Bataille, y sin ser Salò menos que Sade, parecen [estos autores] las influencias clave de un cine que repentinamente está decidido a romper cada tabú; a vadear ríos de vísceras y espumas de esperma, a llenar cada fotograma con desnudez, atractiva o arrugada, y someterla a toda forma de penetración, mutilación y corrupción..
James Quandt, Artforum

Quandt marca con esta etiqueta a François Ozon, Gaspar Noé, Catherine Breillat, Bruno Dumont, Trouble Every Day (2001) de Claire Denis, Intimacy (2001) de Patrice Chéreau, The Pornographer (2001) de Bertrand Bonello, In My Skin (2002) de Marina de Van, Pola X (1999) de Leos Carax, Sombre (1998) y La vie nouvelle (2002) de Philippe Grandrieux, Secret Things (2002) de Jean-Claude Brisseau, La Chatte à deux têtes (2002) de Jacques Nolot, Baise-moi (2000) de Virginie Despentes y Coralie Trinh Thi y Haute tension (2003) de Alexandre Aja.
Aunque Quandt quería que este término fuera peyorativo, muchos de los marcados con esta etiqueta han producido trabajos muy aclamados por la crítica. David Fear señala que la falta de humanidad y sensibilidad que yace bajo el horror representado en estas películas les otorga esa mala fama. Añade, además, que Flandres (2006) de Dumont “contiene suficiente violencia brutal y sexualidad horripilante” para permanecer vulnerable a la etiqueta del Nuevo Extremismo Francés, pero “también hay un alma que permanece oculta tras la conmoción”. Nick Wrigley afirma que Dumont fue castigado simplemente por “decepcionar a todos” los que esperaban que fuera el sucesor de Robert Bresson.
Jonathan Romney también asocia con esta etiqueta a Demonlover (2002) de Olivier Assayas y Ma mère (2004) de Christophe Honoré.
Tim Palmer también ha escrito sobre estas películas, describiéndolas como un género que constituye un “cine del cuerpo.” Palmer sostiene que estas producciones reflejan una larga trayectoria estilística a gran escala, un tipo de vanguardia entre directores de ideas afines, desde Catherine Breillat a François Ozon, junto a figuras contemporáneas como Marina de Van, Claire Denis, Dumont, Gaspar Noé y muchos otros. Palmer sitúa esta tendencia dentro del complejo ecosistema del cine francés, subrayando la diversidad conceptual y el alcance artístico en las películas francesas de hoy en día.

## Historia
Jonathan Romney traza una larga línea de pintores y escritores (mayoritariamente franceses) que influenciaron a estos directores. El primero de ellos fue el Marqués de Sade, y después le siguieron L'Origine du monde (El origen del mundo) de Gustave Courbet publicada en 1866, el Conde de Lautréamont, Antonin Artaud, Georges Bataille, William S. Burroughs, Michel Houellebecq, y Marie Darrieussecq. Romney encontró antecesores fílmicos en Luis Buñuel o Salvador Dalí, Roman Polanski, Le weekend de Jean-Luc Godard, Possession de Andrzej Żuławski, y Michael Haneke. Quandt también se refiere a Arthur Rimbaud, Buñuel, Henri-Georges Clouzot, Georges Franju, Michelangelo Antonioni, Pier Paolo Pasolini, Guy Debord, Walerian Borowczyk, Godard, Psycho, Żuławski, Deliverance, La maman et la putain de Jean Eustache, y À Nos Amours de Maurice Pialatcomo modelos, pero critica que los cineastas contemporáneos habían carecido de "poder para conmocionar a la audiencia" hasta ese momento.
John Wray afirma que estos cineastas mostraron menos interés por las películas de Hollywood que sus antecesores del Nouvelle vague, y que se parecen tanto a Jean Renoir como a Bresson. Este también se fijó en las tomas largas y en el enigmático estilo de narración de Dumont y de Hermanos Dardenne.
El término ampliado del nuevo extremismo referido a cineastas europeos como Lars von Trier, Lukas Moodysson, y Fatih Akın, apareció posteriormente.

## Temas y características
Aunque el nuevo extremismo francés engloba un grupo variado en estética de películas y cineastas, se ha descrito como “un cruce entre decadencia sexual, violencia brutal y psicosis desconcertante” cuyos orígenes radican en el cine arte y el cine de terror. Según el bloguero de cine Matt Smith, "se ha intentado abrir paso en una clara tentativa de instaurarse como género (dentro del panorama cinematográfico francés)". El autor de este blog comenta:
 Este nuevo cultivo de terror es una tradición, en su conjunto, completamente distinta; tan preocupada por su identidad como género, como lo está por romper absolutamente todos los tabús asociados a la aparición de desnudos en pantalla. El nuevo extremismo francés, en particular, está formado por un amplio conjunto de películas. Estas abarcan, por una parte, las de figuras populares del cine independiente, como Claire Denis y Catherine Breillat (directora de cine cuyo interés por el sexo es mucho mayor que por el de la violencia, o más bien el sexo como violencia); y, por otra, las de aquellos cuyos críticos podrían considerar directores de segunda, como Xavier Gens y Alexandre Aja. 
Así pues, las películas que pertenecen a este nuevo estilo están fuertemente enfocadas a mostrar violencia y sexo.
Según considera Smith, las cinco películas principales que constituyen esta nueva ola de terror en Francia son: Haute tension, Ils, Frontière(s), À l'intérieur y Martyrs. Estas películas, comenta, proporcionan una “visión completa de las preocupaciones del ser humano por su cuerpo”, por su físico y por su reflejo en la sociedad. Dentro de estas obras, identifica dos temas predominantes: la invasión del hogar y, en relación con esto, el miedo al Otro.
Pascal Laugier, director de la película Mártires, ha manifestado que su trabajo tiene una conexión con el «torture porn» estadounidense como la la franquicia de medios de terror Saw y Hostel del director Eli Roth, aunque Smith considera que Mártires es más bien un "anti-Hostel". Lo que hace que su película sea diferente de su equivalente estadounidense, afirma, es que Mártires se centra más en el dolor que en la tortura. Respecto a esto, Laugier manifiesta:
Lo que mi película quiere transmitir acerca del dolor y del sufrimiento humano se refleja de forma muy transparente. [...] La película se centra solo en la naturaleza y el sentido de este sufrimiento, es decir, del dolor que todos nosotros sentimos cada día (de una forma simbólica). La película no trata sobre la tortura, sino sobre el dolor.
Steve Jones, cinéfilo experto, también ha señalado la relación que existe entre el nuevo extremismo y el porno de tortura, basándose en sus temas y características comunes.

## Orígenes cinematográficos

### El nuevo extremismo francés y el gore
Es cierto que las películas que pertenecen al nuevo extremismo francés muestran rasgos representativos de una amplia gama de subgéneros de terror, como el cine slasher, las películas de venganza y las películas de invasión domiciliar. Sin embargo, de todos estos, el gore ha sido el más influyente.
Smith identifica el gore como uno de los antecedentes temáticos más importantes del nuevo extremismo francés y considera los primeros trabajos del cineasta canadiense David Cronenberg como una influencia clave en el movimiento. También destaca el enfoque colectivo de este género en la corporeidad humana, concretamente, en su destrucción y violación:
Como los franceses parecen tener la intención de probar, no es nuestra existencia corporal lo que debe considerarse sagrada (prueba de ello es su insistencia en mostrarlo todo). El cuerpo está destinado a ser examinado, de forma explícita y externa, para así profundizar en la comprensión de nuestra propia humanidad... y lo que esperamos es lo que nos acecha al final de todo.
Xavier Gens, un director asociado al nuevo extremismo francés, ha situado libremente su obra dentro de la tradición del gore. Hace referencia a la versión de David Cronenberg, The Fly ("La mosca") de 1986, como una influencia en su película Frontière(s), diciendo: "Para mí, Frontière(s) es una carta de amor a la película de este género. Se hacen muchas alusiones a The Texas Chain Saw Massacre ("La Matanza de Texas"), a The Fly ("La mosca"), y a muchas otras... ".
En relación con esto, la experta en cine Linda Williams ha escrito acerca del llamado "cine del cuerpo", también conocido como “género bruto" o "género de exceso", un término que abarca la pornografía, el horror y el melodrama. Las películas de este género "prometen causar impresión y dar a nuestros cuerpos una sacudida física real. [...] muestran toda una serie de sensaciones... que rozan el límite de lo soportable", y esto es lo que atrae al público. Estas películas están sujetas a dar espectáculo, ya que representa el cuerpo humano abrumado por intensas sensaciones físicas o emocionales (por ejemplo, el placer, el terror, tristeza). Las películas de este género también se caracterizan por el hecho de que inducen a los espectadores a recrear involuntariamente las emociones o sensaciones retratadas en pantalla: el placer en el porno, el terror en el horror o la tristeza en el melodrama.
Williams, en su discurso de "los géneros del cuerpo", ha nombrado en numerosas ocasiones el trabajo del nuevo extremismo francés de la cineasta Catherine Breillat, concretamente su película de 1999, Romance.

### El nuevo extremismo francés y el cine de explotación
El nuevo extremismo francés se compara en cuanto a la temática con el cine de explotación estadounidense de la década de 1970. “Gran parte de lo que distingue al movimiento de explotación estadounidense de las películas de terror que controla Hollywood es el asalto sin precedentes de las películas de explotación contra todo lo que la cultura burguesa supuestamente se preocupaba por cuidar, como la ideología de la familia y la escuela ", señala la experta en cine de la USC, Tania Modleski. Películas como The Texas Chain Saw Massacre ("La Matanza de Texas") o The Brood ("Cromosoma Tres"), comenta, eran dignas de destacar en el momento por su "relación de confrontación con la cultura y la sociedad contemporánea". De la misma manera, muchas películas pertenecientes al nuevo extremismo francés han sido explícitas en sus críticas y en el rechazo de los ideales burgueses. Películas como Martyrs ("Mártires"), À l'intérieur y Frontière(s), por ejemplo, han sido conocidas por sus actitudes subversivas hacia los órdenes políticos, sociales y culturales dominantes.
Tanto el cine de explotación como el nuevo extremismo francés se caracterizan en gran medida por sus transgresoras actitudes en relación con la violencia y el sexo que se representa.

## Controversia política
Mientras que las películas relacionadas con el nuevo extremismo están unidas por su contenido transgresivo, tanto críticos como eruditos han recalcado su tendencia a incorporar temas sociales y políticos. De acuerdo con el experto Tim Palmer, "[el nuevo extremismo] ofrece críticas sociales incisivas mediante la representación de la sociedad contemporánea como aislada, espeluznantemente imprevisible y aterradora".
El escritor y experto en cine Jon Towlson afirma que "el movimiento del nuevo extremismo francés, [sic] puede... verse más considerablemente como una respuesta al aumento del extremismo derechista en Francia durante los últimos diez años..., una reacción sobre la que los cineastas están trabajando".
Las películas del nuevo extremismo francés todavía no parecen reflejar un programa unido social y políticamente. Se ha observado que algunas han incluido comentarios progresistas mientras que otras se han mostrado como conservadoras, homófobas y fascistas.
Los críticos no alcanzan un acuerdo sobre si la naturaleza sensacionalista de muchas películas pertenecientes al nuevo extremismo francés las desacreditan como expresión legítima de una opinión social, política y filosófica. Algunos críticos y eruditos han criticado el enfoque del movimiento sobre ese tipo de temas; positivamente, mientras que otros lo desestimaron como fijo, errado o incluso ofensivo.
Una gran cantidad de películas asociadas con el nuevo extremismo francés han generado gran controversia en cuanto a sus estrenos. Irréversible (Irreversible) y Trouble Every Day, que debutaron en las ediciones del Festival de Cannes del año 2002 y 2001 respectivamente, eran dignas de mención porque los espectadores se marchaban antes de que acabara la película. Hasta su debut en Cannes en 2008, el público recibió Martyrs (Mártires) de manera similar, ya que, según consta, el público se retiró, sufriendo desmayos, vomitando y rompiendo a llorar.

### Frontière(s)
En una crítica positiva de la película de Xavier Gens, Frontiere(s), la crítico de cine del New York Times Manhola Dargis señala las tendencias coactivas del largometraje y reconoce su "humor sencillo y su oportuno cambio político". En la película, un grupo de jóvenes franco-árabes huye de las revueltas de París tras la elección de un gobierno de extrema derecha, aunque más tarde los persigue una familia blanca de activistas fascistas extremadamente peligrosa. "En esta película no clasificada hay suficiente sangre como para saciar a los perros más voraces.", afirma Dargis. "Pero la verdadera sorpresa es que este moderno largometraje tan escalofriante y repugnante también contiene algunas ideas, sobre todo visuales, que se mezclan con el goteo de la sangre...". Mientras, Dargis califica de forma positiva las convicciones políticas de la película y apunta que algunas escenas se adentran "de forma peligrosa en lo imperdonable, usando imágenes que evocan al Holocausto con demasiada dureza".
Al igual que Dargis, el crítico de Village Voice Jim Ridley reconoció las cuestiones políticas que trata Frontière(s). Sin embargo, Ridley es más crítico con la película, pues la describe como "una producción de torture porn dirigida con arte y entusiasmo". La compara con otras cintas del nuevo extremismo francés (concretamente Haute tension, Sheitan y À l'intérieur), y Frontière(s) es la que "más claramente toma un rumbo político." Es "graciosísima pero a la vez confusa", incluso si se interpreta como una sátira.
El director mismo, Gens, discutió el mensaje sociopolítico que la película pretendía transmitir. Cuando en una entrevista le preguntaron por lo que le inspiró a producir Frontière(s), Gens contestó: "Surgió a partir de los acontecimientos de 2002, cuando se celebraron las elecciones presidenciales [en Francia ]. Había un partido de extrema derecha en la segunda ronda. Fue el día más horrible de mi vida. Fue entonces cuando me vino a la cabeza la idea de Frontière(s)...".

### Martyrs
Martyrs de Pascal Laugier fue el centro de un asunto polémico parecido tras su debut en el Anexo:Festival de Cannes 2008, donde los primeros reportajes destacaron las reacciones divergentes de los espectadores en cuanto a la violencia de la película y los temas socio-filosóficos. Anton Bitel del canal británico Film4 elogió la película, diciendo que "eludía la etiqueta de 'cine gore' precisamente por cuestionar lo que podían significar esos términos, el atractivo que posiblemente podían tener, y las preguntas - fundamentales o incluso metafísicas - que podían responder". Jamie Graham de Total Film llamó a Martyrs "una de las películas más extremas que jamás se ha hecho, y una de las mejores producciones de terror de la época". También la equiparó a "una película de 'torture-porn' para los lectores de The Guardian", una que debía tanto a Francis Bacon y a Raphael como a sus contemporáneos de género. En cambio, el escritor y experto en cine Jon Towlson afirma que "las intenciones políticas de Martyrs son menos públicas, más indecisas y básicamente nihilistas" en comparación con sus contemporáneos. "Poner a la audiencia 'a través de ella,' " dice, "es la razón de ser de la película"
Al comentar acerca de la controversia en torno a su película, el director Laugier dijo que se sentía "ofendido" por las malas interpretaciones de Martyrs de muchos críticos Carnevale, IndieLondon - Interview with Pascal Laugier.

## Nueva tendencia de terror francés
Algunas películas que se han considerado como parte del nuevo extremismo reutilizan elementos del género de terror. Otras producciones contemporáneas de terror francés con una sensibilidad similar son: Sheitan, Ils, Haute tension, Frontière(s) y À l'interieur. También se relaciona a la película belga Calvaire con esta tendencia.
Pascal Laugier, director de la controvertida película de terror Martyrs, discrepa sobre la idea de que esté produciéndose un resurgimiento del terror en Francia.

La verdad es que tenemos mucho más éxito en países extranjeros, mientras que en nuestro país natal se realizan siempre las mismas ideas, así que nunca eres un profeta… Lo que quiero decir es que los fans del terror, los franceses, son muy condescendientes cuando se trata de películas de terror francesas. Sigue siendo un infierno conseguir dinero, un infierno convencer a la gente de que tenemos legitimidad para producir este tipo de películas en Francia. Por eso sé que desde un punto de vista americano y probablemente también uno inglés, parece que hay como una nueva tendencia de películas de terror moderna, pero no es cierto. Sigue siendo un suplicio. Mi país produce cerca de 200 películas al año y 2 o 3 son películas de terror. Ni siquiera es una industria, el cine de terror francés tiene un presupuesto muy bajo, es como un prototipo. Yo creo que un género realmente existe cuando se produce de manera industrial, como las 600 spaghetti western que hicieron los italianos. Así que en realidad no podemos decir que haya una nueva tendencia de terror en el cine francés, yo no lo creo.

Sin embargo, Laugier reconoce la existencia de una nueva tendencia hacia el cine de terror europeo más amplia. Señala a España, Francia, Inglaterra y Suecia como contribuidores.

## Ejemplos

### Lista de películas relacionadas con el nuevo extremismo francés
- À l'intérieur (Instinto siniestro o Adentro)
- Baise-moi (Viólame)
- Demonlover
- Enter The Void
- Frontière(s) (La frontera del miedo)
- Haute tension (Alta tensión)
- Ils
- Intimacy
- Irréversible
- La Chatte à deux têtes
- La vie nouvelle
- Ma mère
- Martyrs
- Pola X
- The Pornographer
- Secret Things
- Sheitan
- Sombre
- Trouble Every Day

### Lista de directores relacionados con el nuevo extremismo francés
- Alexandre Aja
- Olivier Assayas
- Bertrand Bonello
- Catherine Breillat
- Jean-Claude Brisseau
- Alexandre Bustillo
- Leos Carax
- Patrice Chéreau
- Claire Denis
- Virginie Despentes
- Vincent Dieutre
- Bruno Dumont
- Xavier Gens
- Philippe Grandrieux
- Christophe Honoré
- Pascal Laugier
- Julien Maury
- Gaspar Noé
- Jacques Nolot
- François Ozon
- Coralie Trinh Thi
- Marina de Van

## Legado e influencia
El movimiento nuevo extremismo francés ha influenciado a directores de cine en otros países, especialmente en Europa, y ha motivado a algunos a insinuar que se está desarrollando un movimiento más grande de extremismo europeo.
Algunos cineastas asociados con el nuevo extremismo francés han continuado con la producción de películas terror comerciales para los grandes estudios americanos. Alexandre Aja, director de la francesa Haute tension, pasó a dirigir una versión de la película de explotación/venganza de Wes Craven de 1972 The Hills Have Eyes ("Las colinas tienen ojos"). Xavier Gens, director de la francesa Frontière(s), ya había dirigido una importante adaptación de Hollywood de la popular Hitman cuando se estrenó Frotière(s), y pasó a hacer la versión en inglés de The Divide.

## Más información
- Palmer, T. (2011). Brutal Intimacy: Analyzing Contemporary French Cinema. Wesleyan University Press.
- Horeck, T. y Kendall, T. (2011). The New Extremism in Cinema: From France to Europe. Edinburgh University Press.

- Datos: Q3338945